# Zárug Lukács
Zárug Lukács (Barót, 1911. november 11. – Budapest, 1985. április 19.) erdélyi magyar-örmény építész.

## Életútja
Az erdélyi örmény Zárug / Zerich (dzerr 'ձեռ')  család leszármazottja. 
Gyergyói magyar-örmény családból származott (a szülők Barótról csakhamar visszaköltöztek Gyergyószentmiklósra), s a Székelyföldnek ez a vidéke kötötte le elsődlegesen építészeti-népismereti érdeklődését. A segesvári német gimnáziumban érettségizett, utána a drezdai műszaki egyetem építészmérnöki karára iratkozott be. A gazdasági válság szorításában azonban ottani tanulmányait kénytelen volt Bukarestben folytatni. 1940 júliusában szerezte meg diplomáját, amelyet viszont a bécsi döntés után csak úgy ismertek el, hogy a végszigorlatot Budapesten meg kellett ismételnie.
Mind a román, mind a magyar fővárosban egyik szervezője volt az erdélyi diákokat összefogó diákegyesületi mozgalomnak. A református egyházközség által fönntartott bukaresti magyar diákotthonban Abodi Nagy Bélával közösen szervezte meg a képzőművész, építész, iparművész diákok kiállítását (1940 tavaszán), melynek élénk visszhangja volt az erdélyi sajtóban. Részt vett a tanulmányaikat Budapesten folytató erdélyi diákok által életre hívott Székely Egyetemi és Főiskolai Hallgatók Egyesületében (SZEFHE), annak 1941 nyarán négy munkaközösségben végzett erdélyi falumunkáján. Az ottani építészeti felméréseket Budapesten, majd a Kolozsvári Művészeti Hetek (1942. május 9. – június 6.) programja keretében mutatták be.
1941-től Zárai néven Budapesten, az Országos Szociális Felügyelőség munkatársaként, az Országos Nép- és Családvédelmi Alap (ONCSA) szociális lakásainak típusterveit készítette, majd különböző tervezővállalatoknál dolgozott.
Egy korai tanulmányában föltárta a gyergyószentmiklósi örmény katolikus templom történetét és értékeit (Pásztortűz, 1937/18). Az erdélyi népi építészet és különösen a székelység épített örökségét rögzítette (a világháborút követően is) igen nagyszámú, dokumentumértékű fényképfelvételen.